# チェス盤のある静物
『チェス盤のある静物』（チェスばんのあるせいぶつ、仏: Nature morte à l'échiquier、英: Still-life with Chessboard）は、17世紀フランスの画家リュバン・ボージャンが板上に油彩で制作した絵画で、画家の数少ない静物画のうちの1点である。1935年にピーテル・スミット・ファン・ヘルデル (Pieter Smidt van Gelder) から寄贈されて以来、パリのルーヴル美術館に所蔵されている。この絵画は、同様にルーヴル美術館に所蔵される『巻き菓子のある静物』 (1631年ごろ) よりおそらく少し早い1630年ごろの制作と見られる。

## 作品
ボージャンの作品は、きわめてわずかしか知られていない。署名のある静物画は、本作以外に『巻き菓子のある静物』とレンヌ美術館の『果物の皿』、ローマのスパーダ絵画館にある『ロウソクのある静物』が知られるのみである。洗練された描写と、それにふさわしい気品ある抑制された作風は、ボージャンの静物画すべてに共通している。
1952年に、研究者のシャルル・ステルランは、本作が「五感」を表しているという提起をした。すなわち、テーブル上の楽器 (リュートの形をしているが、マンドリンの古い形) と楽譜が聴覚を、トランプと銭袋とチェス盤が触覚を、パンとワインが味覚を、カーネーションの花が嗅覚を、そして鏡が視覚を表すというものである。フランドルの17世紀美術には、このような寓意が絵画だけでなく、版画にもよく用いられた。
しかし、研究者ミリモンド (Mirimonde) の1965年の提起によれば、この絵画はむしろヴァニタス (現世のはかなさを想起させる静物画) である。パンとワインは食卓での快楽を、楽器と楽譜は音楽の快楽を、トランプと銭袋とチェス盤は遊興の快楽を示唆し、カーネーションの花は地上のすべての美のはかなさを象徴する。そして、花が活けてあるガラスの丸い花瓶と鏡は、虚栄の一般的な象徴である。
なお、パンとワインは聖餐の秘跡の象徴である。かくして、本作は、描かれている事物を通して人間の感覚的な快楽のはかなさを教えているだけでなく、神とイエス・キリストによる救いが必要なことも暗示している。とどのつまり、この静物画は、日常の事物によって人間を描き、その救済を啓示する宗教画といえないこともない。

## ボージャンの静物画

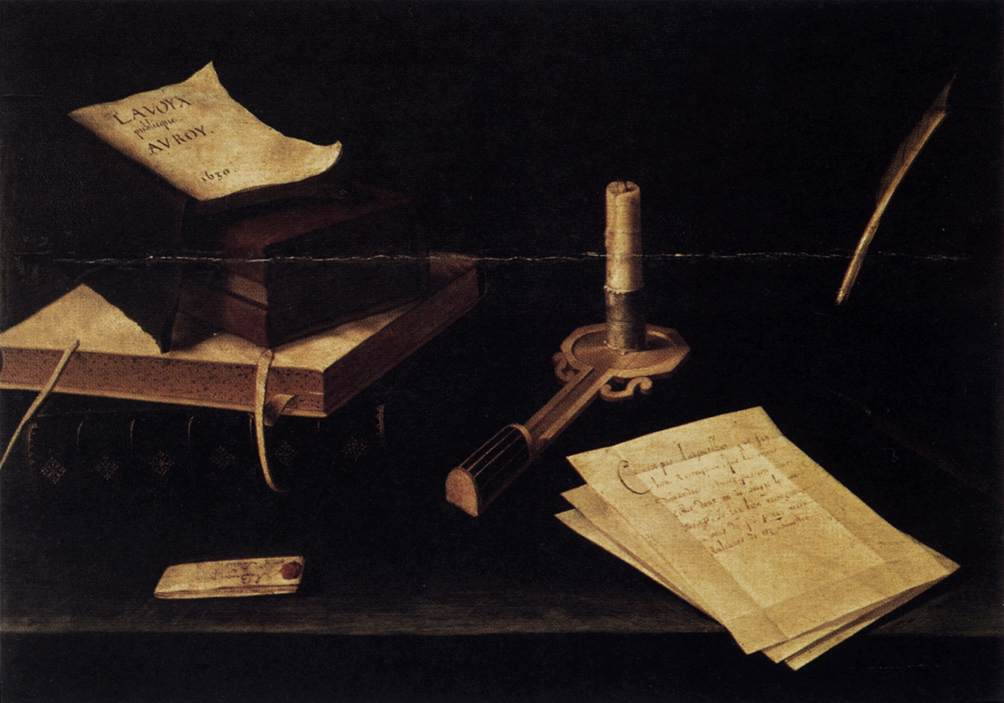
『ロウソクのある静物』、スパーダ絵画館（英語版）、ローマ
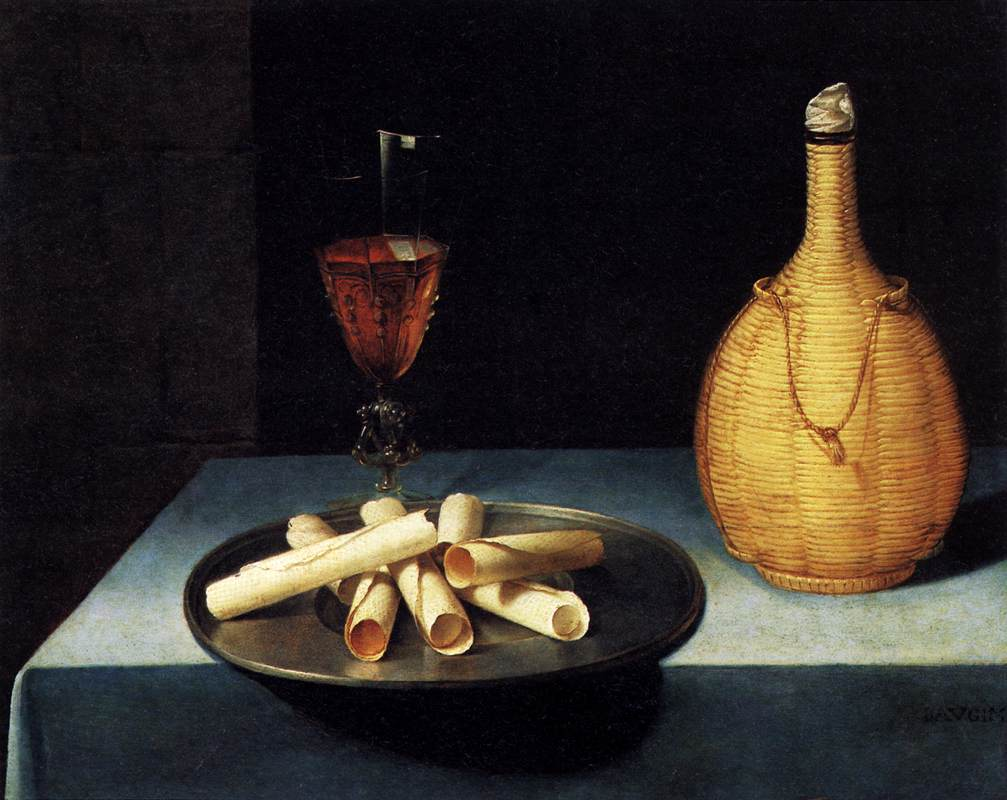
『巻き菓子のある静物』、ルーヴル美術館
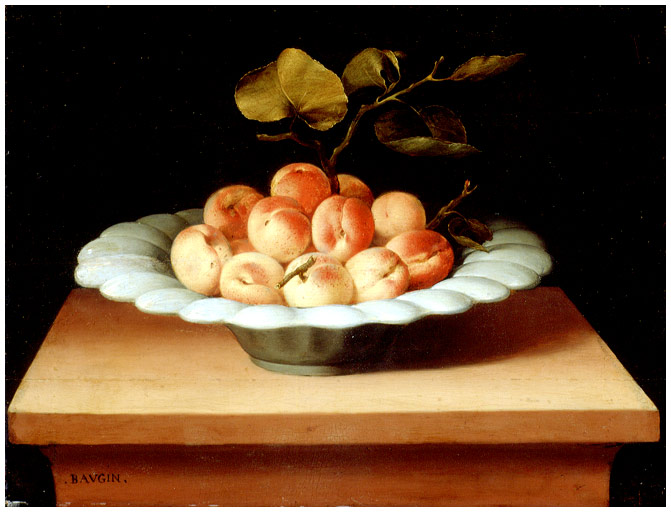
『果物の皿』、レンヌ美術館